# Groove Adventure Rave: Fighting Live
A Groove Adventure Rave: Fighting Live (GROOVE ADVENTURE RAVE ファイティングライブ; Groove Adventure Rave: Faitingu Raibu; Észak-Amerikában Rave Master) egy 3D verekedős videójáték, amelyet a Konami fejlesztett és adott ki Nintendo GameCube-ra 2002-ben. Észak-Amerikában szintén a Konami jelentette meg 2005-ben, Rave Master cím alatt. A játék a Groove Adventure Rave animesorozaton alapszik.

## Játékmenet
A játékban háromféle mód érhető el. A történetszerkesztő (Story Edit) módban a játékos kiválaszthatja a saját dialógusait, háttereit és zenéjét és saját történetet állíthat össze. Ezenkívül elérhető az általános történet (Story) mód és a négy játékos egymás ellen (4-player Versus) mód, utóbbiban barátokkal lehet harcolni. A játékban minden karakter egyedi fegyverrel, támadásokkal és támadáskombóval rendelkezik. A speciális videoeffektusokat és a hangeffekteket, illetve a szereplők hangjait közvetlenül az animesorozatból vették át.

## Játszható szereplők
- Haru Glory
- Elie
- Musica
- Let Dahaka
- Shuda
- Lance
- Go
- Rosa
- Poosya
- Sieg Hart
- Gale Raregroove
- Gale Glory
- Reina
- Aniki (feloldható karakter)
- Outlaw (feloldható karakter)
- Beast King (feloldható karakter)

## Fogadtatás
A játékot átlagosnak értékelték a kritikusok. Dicsérték a négy játékossal történő egyidejű harcot és az egyéni módosítás lehetőségét a történetben. Azonban hozzátették, hogy a környezettel csak kevés interakció lehetséges és az egyjátékos mód nagyon rövid.